# Глухов Петро Семенович
Петро Глухов (ерз. Глуховонь Петр Семенович, 26 грудня 1897 року, село Цярмун Буїнського повіту Симбірської губернії, Російська імперія — 7 лютого 1979 року, місто Магнітогорськ, Челябінської області РРФСР) — ерзянський письменник, один з перших ерзянських журналістів. Редактор газети «Якстере теште» (1924—1927). Племінник ерзянського просвітителя Макара Євсев'єва.

## Біографія
Народився в ерзянській родині. У п'ятирічному віці залишився напівсиротою — батько помер від черевного тифу. Освітою хлопчика, що рано проявляв цікавість до навчання, зайнявся брат матері — Макар Євсев'єв. Петра Глухова було влаштовано до ерзянської школи при Казанській учительській семінарії, де він пройшов початковий курс освіти. Через два роки після навчання в ерзянській школі (1912 рік), Глухов поступив до підготовчого класу цієї ж семінарії, закінчивши його в 1916 році.
Незабаром Глухов був призваний до Імператорської армії. Служив у артилерії на передовій лінії близько чотирьох місяців. Після поранення був демобілізований через хворобу.
Після Жовтневого перевороту 1917 брав участь у військових конфліктах на боці більшовиків. У квітні 1922 Глухов направлений в Іркутський губпродком на посаду інспектора. Потім на посаді податкового інспектора працював в губфінвідділі.
1923 навчався у Москві — на Центральних курсах фінансових працівників. Перебуваючи на курсах, Глухов стає частим гостем редакції газети «Якстере теште», розпочинає писати статті про сільгоспподаток, грошову реформу та з інших питань економічної політики. З 1924 по 1927 рік був редактором цього часопису.
В 1930 році закінчує заочне відділення Московського промислово-економічного інституту. У 1931 році направлений на будівництво Магнітогорського металургійного комбінату, в одному з цехів якого очолював відділ праці і зарплати.

## Творчість
З кінця 1920-х Глухов починає займатися літературною творчістю. Стали широко відомими його оповідання «Кедрові горіхи» (ерз. «Кедровой пештть»), «За вітром» (ерз. «Варма мельга»). Значний інтерес представляють нариси про зустрічі з Макаром Євсев'євим, Степаном Ерьзя та ін.
В основу оповідання «Кедрові горіхи» покладено події, що відбувалися в роки Громадянської війни у мордовському селі в Сибіру. Глухов описує в ньому прагнення селян до оновлення життя. Сюжет твору динамічний, розповідь написана з широким використанням поетики усної творчості народу, доступною мовою. Головний персонаж оповідання — Дьобаєнь Мікол, житель села Малі Кармали, що переїхав до Сибіру. Оповідання увійшло до золотого фонду ерзянської літератури. На початку 1930-х років це оповідання було включене до шкільних підручників. 1949 видано окремою книгою, а 1954 в перекладі російською мовою вийшло у збірці «Мордовские рассказы».
Друге видання цієї збірки вийшло у видавництві «Радянський письменник» в 1958 році. У 2003 році в Мордовському книжковому видавництві випущена книга оповідань і спогадів «Кедровой пештть».
В оповіданні «За вітром» розповідається про бідняка Шкаркіна Ягру, що мріяв купити коня. Це оповідання включене до хрестоматії «Рідна література» (ерз. «Тиринь литература») для 9-х класів ерзянських шкіл.

## Нагороди
- Орден «Знак Пошани»
- медалі